# ペル・イングヴァール・ブローネマルク
ペル・イングヴァール・ブローネマルク（Per-Ingvar Brånemark [pɛːr iŋgvar broːnəmark] 1929年5月3日 - 2014年12月20日  ）はスウェーデンの整形外科医、医学者、歯学者。デンタルインプラントにブレークスルーを起こしたオッセオインテグレーションの発見者であり、世界的に著名なデンタルインプラントシステムであるブローネマルクインプラントシステムの開発者。『現代デンタルインプラントの父』と呼ばれる。エピテーゼの研究者でもある。

## 来歴・人物
スウェーデンのルンド大学医学部で1952年、ウサギの脛にチタン製の生体顕微鏡を取り付け微少循環の観察実験を行っていた。その器具を外そうとした際チタンと骨がくっつき外せなくなったことより、チタンと骨の組織が拒否反応を起こさず結合する現象であるオッセオインテグレーションを発見した。その後ヨーテボリ大学に移籍し、研究を続け1965年に現在主流となる世界初の純チタンによるデンタルインプラントシステムの臨床応用を開始。最初の患者は先天性歯牙欠損に悩むヨスタ・ラーソンという名前の34歳の男性で、彼は上下顎にデンタルインプラント手術を行い、そのインプラントはその後彼が亡くなるまで41年間問題なく機能した。1989年にはオッセオインテグレーション技術の普及のため、スウェーデンのヨーテボリにブローネマルク・オッセオインテグレーション・センター(BOC)を設立。BOCはその後ブラジル、東京など世界9ヵ国に設立された。ブラジルサンパウロ州バウルーに在住し、デンタルインプラントの治療、指導を行った。インプラントを使って固定したエピテーゼの研究も行っており、それに関した著書も多数執筆している。上記の業績に対し、数々の賞を受けている。1992年にミニノーベル賞とも呼ばれる、『the Swedish Engineering Academy's equally prestigious medal for technical innovation』を受賞。また、ハーバード歯科医学校よりアメリカ合衆国におけるデンタルインプラントの業績に対し表彰され、生前はヨーロッパと北米で30以上の名誉職についていた。  
息子のリカードも外科医であり人工関節付きの義足、指の再建の等の研究を行っている。

## 著書
- 『The Osseointegration Book: From Calvarium to Calcaneus』　2006年4月　Quintessence Pub Co　ISBN 1-85097-090-4
- 『Osseointegration And Esthetics In Single Tooth Rehabilitation』　2000年8月　Quintessence PubCo　ISBN 8-58742-535-8